# The Party Boys (album)
The Party Boys è un album in studio di The Party Boys, uscito nel 1987 per l'Etichetta discografica Epic Records.

## Tracce CD
1. Hold Your Head Up - 2:59 - (Rod Argent; Chris White)
2. Is This The Way To Say Goodbye - 2:59 - (Lancaster; Brewster; Swan)
3. He's Gonna Step On You Again - 4:08 - (John Kongos; Chris Demetrion)
4. She's a Mystery - 3:27 - (Lancaster; Brewster)
5. Rising Star - 4:16 - (Lancaster; Brewster; Swan)
6. Gloria - 3:30 - (Van Morrison)
7. Small Talk - 3:15 - (Brewster; Neeson; Brewster)
8. It Could've Been You - 3:47 - (Lancaster; Skinner)
9. Gonna See My Baby- 3:33 - (Kevin Borich)
10. High Voltage - 3:57 - (Young; Young; Scott)
11. He's Gonna Step On You Again (Stopmix) - 6:23 - (John Kongos; Chris Demetrion)
12. Hold Your Head Up (Pressure Mix) - 5:23 - (Rod Argent; Chris White)

## Tracce LP vinile

### Lato 1
1. Hold Your Head Up - 2:59 - (Rod Argent; Chris White)
2. Is This The Way To Say Goodbye - 2:59 - (Lancaster; Brewster; Swan)
3. He's Gonna Step On You Again - 4:08 - (John Kongos; Chris Demetrion)
4. She's a Mystery - 3:27 - (Lancaster; Brewster)
5. Rising Star - 4:16 - (Lancaster; Brewster; Swan)

### Lato 2
1. Gloria - 3:30 - (Van Morrison)
2. Small Talk - 3:15 - (Brewster; Neeson; Brewster)
3. It Could've Been You - 3:47 - (Lancaster; Skinner)
4. Gonna See My Baby- 3:33 - (Kevin Borich)
5. High Voltage - 3:57 - (Young; Young; Scott)

## Formazione
- Kevin Borich (chitarra solistica, voce) traccia 9
- John Brester (chitarra ritmica, cori)
- Paul Christie (percussioni), cori)
- Richard Harvey (percussioni)
- Alan Lancaster (basso) (voce) traccia 8
- John Swan (voce)